# Славка Морић
Славенка Славка Морић Петровић (Супетар, 11. новембар 1919 — Београд, 24. јул 1998) била је лекарка, учесница Народноослободилачке борбе, оснивач Института за ментално здравље, доктор медицинских наука и професор Медицинског факултета.

## Биографија
Рођена је 11. новембра 1919. године у селу Бовља, код Супетара, на острву Брачу. Основну школу је завршила у Супетару, а Реалну гимназију у Шибенику, 1937. године. Као ученица гимназије укључила се у револуционарни омладински покрет.
После доласка у Београд, где је уписала студије на Медицинском факултету, била је веома активна у револуционарном студентском покрету на Београдском универзитету. Као члан Удружења медицинара, током 1939. године је руководила женском секцијом на Медицинском факултету. Исте године је била изабрана и за члана управе Дома студенткиња, а уочи Другог светског рата за председника Удружења студенткиња. Године 1940. била је кандидована за чланство у Комунистичкој партији Југославије (КПЈ), а почетком 1941. укључена је у партијску ћелију у болници саобраћајног особља на Дедињу. Овом партијском ћелијом руководио је доктор Ненад Парента, за кога се Славка потом удала.
После Априлског рата и окупације Краљевине Југославије, 1941. године, Славка је преко Злате Шегвић, успоставила прву везу између партијских организација у Загребу и Београду, а свој стан у Улици Јована Рајића, на Врачару, ставила је на располагање Покрајинском комитету КПЈ за Србију. У првим устаничким данима, у лето 1941. године, као курир је одлазила у Ваљево, Крагујевац, Чачак, Ужице, носећи важне партијске поруке и водећи са собом нове борце у партизанске одреде.
Септембра 1941. године, после хапшења и стрељања њеног мужа Ненада Паренте, постала је члан Другог рејонског комитета КПЈ у Београду, а убрзо потом је повучена у технику Покрајинског комитета КПЈ за Србију, где је радила са Слободанком Данком Савић. Маја 1943. године заједно са Владиславом и Јаром Рибникар, Ђорђем Андрејевићем Куном, Миладом Рајтер и другима, напустила је окупирани Београд и преко Фрушке горе и Срема, се пребацила у Босну, где је стигла до Врховног штаба НОВ и ПОЈ, који се тада налазио у Јајцу.
У јесен 1943. године је завршила партијски курс при Централном комитету КПЈ и била упућена је у Политодел Девета далматинске дивизије. Маја 1944. прешла је са јединицама Народноослободилачке војске у Јабланицу, а октобра 1944. године је дошла у ослобођени Београд и постала члан Јединственог народноослободилачког фронта Београда. Јануара 1945. године је била изабрана у Главни одбор Антифашистичког фронта жена Србије (АФЖ). Од 1945. до 1953. године је радила као повереник и секретар Извршног одбора Народног одбора Београда.
Године 1950. наставила је студије на Медицинском факултету, које је прекинула због рата и 1953. диломирала. Потом је радила као лекар-специјалиста на Неуропсихијатријској болници у Београду. Године 1963. докторирала је са тезом „Неуропсихијатријске карактеристике монголизма у СР Србији“. Исте године, 14. априла, била је један од оснивача Института за ментално здравље СР Србије, који се налази у Палмотићевој улици у Београду. Током рада на оснивању Института, као и касније сарађивала је са проф. др Душаном Петровићем, проф. др Миланом Поповићем, проф. др Мирославом Антонијевићем, проф. др Предрагом Каличанином и др. Од оснивања Института, 1963, до одласка у пензију, 1978. године, била је директор ове установе.
Поред рада на Институту, бавила се и другим друштвеним радом — од 1954. до 1961. била је генерални секретар Савеза лекарских друштава Југославије, а током 1967. и 1968. године народни посланик у Социјално-здравственом већу Скупштине СФРЈ. На Медицинском факултету у Београду радила је од 1958. године.
Удавала се три пута — први муж је био др Ненад Парента (убијен 1941. и проглашен за народног хероја), други муж генерал-мајор Љубодраг Ђурић, а трећи психијатар проф. др Душан Петровић. Из брака са Љубодрагом Ђурићем има двоје деце — сина Жељка и ћерку Милену.
Умрла је 24. јула 1998. у Београду и сахрањена је на Новом гробљу.

### Научни рад
Аутор је 72 научна и 54 стручна рада, 5 монографија, 3 књиге и једног уџбеника. Такође је аутор 12 научних пројеката, а увела је и две нове методе лечења - цитогенична метода и генетско саветовање. 
- Књиге: 
  - Хромозонска аномалија човека - Даунов синдром, Београд 1976. година,
  - Наслеђивање менталних обољења, Београд 1982. година и
  - Синдром фрагилног Х хромозома, Београд 1993. година.

## Награде и одликовања
Носилац је Партизанске споменице 1941., Ордена братства и јединства I реда, Ордена заслуга за народ и Ордена за храброст. За послератну активност добила је Орден Републике са сребрним венцем и Орден рада са црвеном заставом (1972). За монографију Хромозомска аномалија човека – Даунов синдром додељена јој је Октобарска награда Града Београда (1976), док је за рад на пољу медицине примила Седмојулску награду Републике Србије (1979).